# Blenina autumnalis
Blenina autumnalis är en fjärilsart som beskrevs av William Lucas Distant 1898. Blenina autumnalis ingår i släktet Blenina och familjen trågspinnare. Inga underarter finns listade i Catalogue of Life.